# 洛維爾 (明尼蘇達州)
洛維爾（英語：Lowville），又名洛德維爾（Lordville），是位於美國明尼蘇達州莫雷縣洛維爾鎮區的一個非建制地區。

## 地理
洛維爾所處的海拔為高於海平面500米（即1640英呎），而該地所採用的時區為UTC-6，即北美中部時區（CST）。同時該地設有夏令時間，為UTC-6調快一小時，即UTC-5（CDT）。